# Maksim Óssipov
Maksim Óssipov   (Moscou, 4 d'octubre de 1963) Maksim Alexandrovitx Óssipov és un escriptor i cardiòleg rus. Els seus contes i assaigs han guanyat diversos premis, i les seves obres s'han posat en escena i s'han emès a la ràdio a Rússia. Va estudiar medicina i es va especialitzar en cardiologia. Als anys 90 va fer un viatge d’estudi als Estats Units, però va decidir tornar-ne per viure i exercir a Rússia, on va fundar una editorial especialitzada en llibres científics. “El meu pare era escriptor, el vaig veure debatre’s tota la vida entre editors censors i correctors soviètics. Pot ser que les ganes de disposar lliurement de les paraules em vinguin d’aquí…”.
A partir del 2005, per tal de recuperar el contacte directe amb els pacients, abandona Moscou i s'instal·la a províncies. “El meu avi era metge. Deportat el 1932 al Gulag, alliberat el 1945 i sotmès a la regla dels 101 km [que prohibia als exdeportats acostar-se a les grans ciutats], va instal·lar-se a Tarussa, a 117 km de Moscou.” I és a Tarussa on s'ha instal·lat Maksim Óssipov, per impulsar-hi una campanya de modernització de l’hospital que va arribar fins al Washington Post.
El 2007 publica la seva primera prosa a la revista Znàmia, “Sobre el pare Ilià”, unes notes autobiogràfiques. El 2009 surt el seu primer recull de contes i assagística, No ens podem queixar, on testimonia en part la seva experiència a l’hospital de Tarussa, seguit per El crit de l'ocell domèstic l'any 2016 i pel recull de relats Pedra, paper, estisores el 2019. També ha escrit obres de teatre que s'han representat a diverses sales de Rússia. Actualment viu i treballa entre Moscou i Tarussa.